# 長禅寺 (取手市)
長禅寺（ちょうぜんじ）は茨城県取手市にある臨済宗妙心寺派の寺院である。山号は大鹿山。本尊は地蔵菩薩。平将門の創建と伝わる。

## 沿革
承平元年（931年）に平将門の勅願所として建立と伝わる。
荒廃するが御厨三郎吉秀が守り本尊を密かに守り伝える。
承久元年（1219年）に吉秀の子孫で大鹿城主の織部時平の命で義門和尚を開祖として再興。
文暦元年（1234年）に織部時平が十一面観音菩薩像を四間四面御堂に安置。
慶安2年（1649年）に徳川家光から朱印状を賜り、5石3斗を拝領。
元禄9年（1696年）頃に現在地に移転。
宝暦13年（1763年）に三世堂建立（白嗣殿）。
寛政2年（1790年）の大風で三世堂が大破。
享和元年（1801年）に三世堂再建（観音堂）。

## 境内
- 本堂 - 本尊の地蔵菩薩像を祀る。

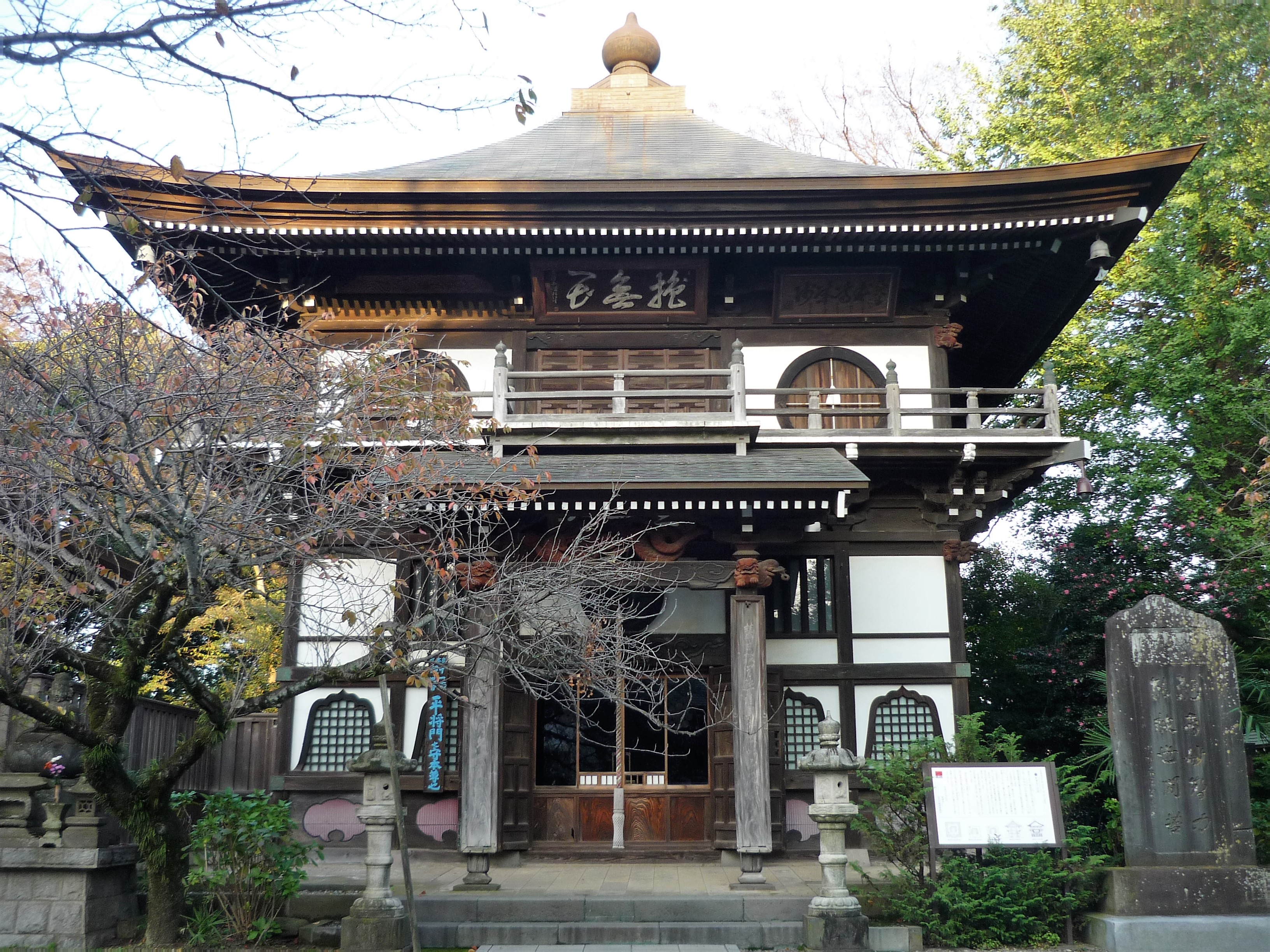
三世堂

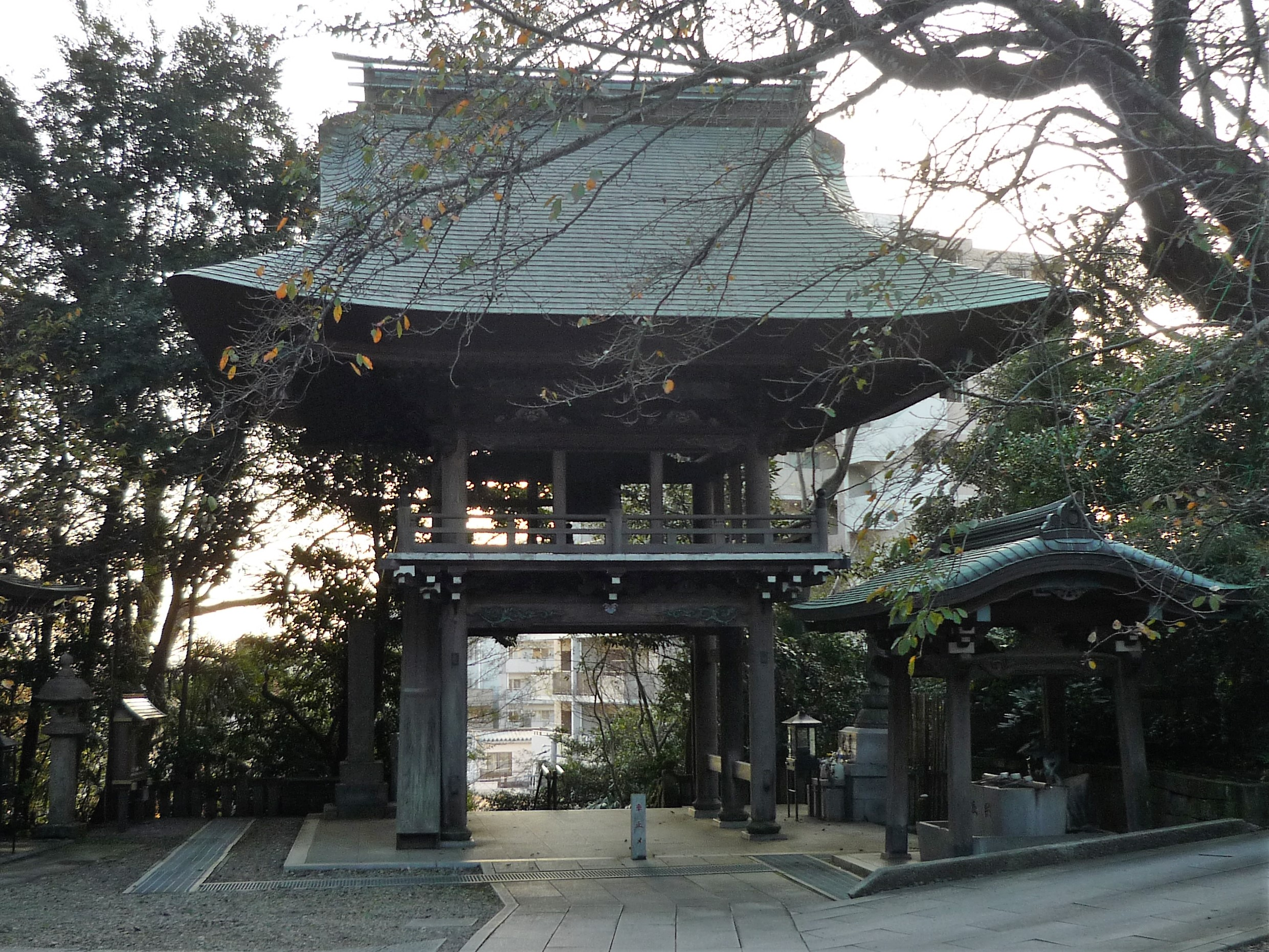
山門（背面より）

- 三世堂（観音堂） - 栄螺堂様式の仏堂。 宝暦13年（1763年）の建立。快慶作と伝わる十一面観音と、西国・秩父・坂東の合わせて百観音を祀る[1]。菊池幽芳は取手に住んでいたころ大鹿山栄螺堂に幾たびか登ったと自叙伝に記している[2]。
- 山門 - 表参道の階段を登り切った上にある門で、19世紀初頭の建立。 重層四脚門で上層には梵鐘を吊る。屋根は入母屋造で茅葺であったのを銅板葺に改めた。二手先挿肘木で上層の縁を支え、軒は出三斗[3]。

他、新四国相馬霊場の札所など計8棟がある。

## 文化財
三世堂（県指定文化財）
現存する5つの栄螺堂建築の一つ。三世堂とは「過去現在未来の三千仏」を祀ることに由来し、観音堂、白嗣殿とも呼ばれた。『長禅寺地方用録』によると文暦元年（1234年）に大鹿城主であった織部時平が建立した観音堂が始まりとある。その後動乱などで荒廃したが、宝暦13年（1763年）に伝堂の祈念と春翁の尽力により百観音堂（白嗣殿）が完成。寛政2年（1790年）に大風で大破するも、享和元年（1801年）に再建（観音堂）し、これが現在に伝わる。またこれを示す棟札も残る。
建築史家の小林文次は、宝暦の白嗣殿は三世堂の前身で、享和の再建の際に羅漢寺三匝堂（安永9年（1780年）建立）を手本に栄螺堂様式で新築したとする。しかし『取手市史』はこれを否定し、解体修復工事の所見や『長禅寺地方用録』にある白嗣殿の記述に「3重に仏壇を構え」とあることから、宝暦の建造時から栄螺堂様式で享和に古材を再利用して再建したとしており、これが正しければ最も早い栄螺堂様式の建築となる。
方五間で外観は二層だが、内部は三層。中央に四本の円柱の通し柱があり、角柱が外壁面に並ぶ。 中央4本の柱の周囲にコの字形に仏壇を配し百観音を祀る。 各層を右回りに廻りながら仏像を拝し、一周回り終える箇所にある階段で上層に登り、3層まで登る。3層には縁側が回る。下りは登りとは別の階段で降りる。その間の動線は一切交わらない。正面に向拝が付き、出三斗に銅板葺きの宝形造の屋根が乗る。毎年4月に内部公開が行われる。

## 参考資料
- 菊池幽芳「私の自叙伝」『幽芳全集』 第13巻、国民図書、1925年。 国立国会図書館デジタルコレクション
- 取手市史編さん委員会『取手市史 社寺編』取手市教育委員会、1988年。